# عصر الفايكنغ في إستونيا
كان عصر الفايكينغ في إستونيا فترة من تاريخ إستونيا، وجزءًا من عصر الفايكينغ (793-1066). لم تكن إستونيا دولة موحدة آنذاك، وكانت منطقة إستونيا القديمة مقسمة بين أقاليم تجمع بينها تحالفات غير وثيقة. سبق عصر الفايكينغ العصر البرونزي والعصر الحديدي المبكر في إستونيا الذي تطور خلاله المجتمع الزراعي، وعصر الهجرة (450-550 م) وعصر ما قبل الفايكينغ (550-800 م) مع استمرار عصر الفايكينغ نفسه بين عامي 800-1050 م. عادة ما يعتبر جزءًا من فترة العصر الحديدي التي بدأت نحو عام 400 م وانتهت نحو عام 1200 م، بعد فترة قصيرة من تدوين طرد الملوك الإستونيين لسيغتونا في تاريخ حروب إيريك في عام 1187.
يُدرس مجتمع واقتصاد ومستوطنة وثقافة المنطقة التي تسمى اليوم دولة إستونيا بصورة رئيسية من خلال المصادر الأثرية. تعد هذه الحقبة فترة تغير سريع. ظهرت الثقافة الفلاحية الإستونية بحلول نهاية عصر الفايكينغ. يعتبر الفهم العام لعصر الفايكينغ مجزًاا وسطحيًا بسبب الكمية المحدودة من مواد المصادر الباقية. المصادر الرئيسية لفهم تلك الفترة هي بقايا مزارعها وحصونها والمقابر وكمية كبيرة من الأشياء المحفورة.
تميزت المناظر الطبيعية في إستونيا القديمة بالعديد من التلال، وحصنت بعض التلال اللاحقة في ساريما بقوة خلال عصر الفايكنغ وحتى القرن الثاني عشر. تنتمي مناطق شمال وغرب إستونيا إلى الحيز الثقافي الاسكندنافي خلال عصر الفايكنغ. كان هناك عدد من مواقع اللجوء في أواخر عصور ما قبل التاريخ أو العصور الوسطى على ساحل ساريما، إلا أن أيًا من المواقع الموجودة لم يكن كبيرًا بما يكفي ليكون مركزًا تجاريًا عالميًا. تحتوي الجزر الإستونية أيضًا على عدد من المقابر من عصر الفايكنغ، فردية وجماعية، مع أسلحة ومجوهرات. الأسلحة الموجودة في مقابر عصر الفايكنغ الإستوني شائعة بين الأنواع الموجودة في جميع أنحاء شمال أوروبا وإسكندنافيا.